# 写真家たちの日本紀行 〜未来に残したい情景〜
キヤノンプレミアムアーカイブス　写真家たちの日本紀行～未来に残したい情景～（しゃしんかたちのにほんきこう～みらいにのこしたいじょうけい）は、BSジャパンにて2008年4月5日から2012年9月29日まで放送されていた紀行番組。キヤノンの一社提供である。

## 概要
毎回、日本を代表する有名な写真家が日本各地を訪ね、「未来に残したい情景」をテーマに、毎週至高の1枚を求めて旅する番組。撮影には、キヤノンのデジタル一眼レフカメラ「 EOSデジタルシリーズ」を使用している。
また、紹介した写真は番組ホームページにも掲載されている。その際には、撮影に使用したレンズや絞り、ISO等の撮影データも表示される。
2012年9月29日放送をもってレギュラー放送を終了。今後は不定期に特番として放送予定である。なお、キヤノンは当番組終了後、一社提供枠をBS朝日の『 Hello!フォト☆ラバーズ 〜ミル・トル・アルク〜』へと移した。

## 放送局・放送時間
- BSジャパン　毎週土曜19:30 - 20:00
  - 再放送　翌週土曜14:00 - 14:30
  - これ以外に、集中再放送等もあり。

## スタッフ
- ナレーション：竹下景子
- テーマ音楽：「光の記憶」上松美香

## 備考
年に数度、テレビ東京系6局ネット（テレビ東京・テレビ北海道・テレビ大阪・テレビ愛知・テレビせとうち・TVQ九州放送）で、一時間のスペシャル版を放送していた。
2013年12月21日と30日に、特別編として一時間のスペシャル版を放送した。